# Zong Rinpoché
Zong Rinpoché (1905 dans le Kham - 15 novembre 1984 à Mundgod) est un lama reconnu du bouddhisme tibétain; il avait des talents avérés de philosophe et il a enseigné en occident, entre autres. Il est né au Tibet, s'est réfugié en Inde après l'invasion chinoise. Il a été ordonné moine par le 13e Dalaï-Lama.

## Source
- Chöd in the Ganden tradition chez Snow Lion Publications, pages 13 et suivantes.